# 파우스토 코피
파우스토 코피(이탈리아어: Fausto Coppi, 1919년 9월 15일 ~ 1960년 1월 2일)은 이탈리아의 자전거 경기 선수였다. 제2차 세계 대전 이후 몇 년 동안 세계를 지배하는 사이클 선수였다. 그의 성공으로 그는 챔피언들 중 챔피언(Il Campionissimo)이라는 칭호를 얻었다. 그는 만능 레이싱 사이클리스트였다. 등반과 타임 트라이얼 모두에 뛰어났으며, 훌륭한 단거리 선수이기도 했다. 그는 지로 디탈리아에서 5번(1940, 1947, 1949, 1952, 1953) 우승했고, 투르 드 프랑스에서 2번(1949, 1952), 1953년 월드 챔피언십에서 우승했다. 다른 주목할만한 성과로는 지로 디 롬바르디아에서 5번 우승한 것이 있다. 1942년에 시간 기록(45,798km)을 세웠다.